# La Comba
La Comba (en francès Lacombe) és un municipi de França de la regió d'Occitània, al departament de l'Aude.